# They Dance Alone (Cueca Solo)
They Dance Alone (Cueca Solo) is een nummer van de Britse muzikant Sting uit 1988. Het is de vijfde en laatste single van zijn tweede soloalbum ...Nothing Like the Sun.
Er bestaan zowel een Engelstalige als een Spaanstalige versie van "They Dance Alone". Sting wordt op het nummer vergezeld door Eric Clapton, Fareed Haque en Mark Knopfler op gitaar, en Rubén Blades als achtergrondzanger. Het nummer is een aanklacht tegen de Chileense dictator Augusto Pinochet, wiens beleid tussen 1973 en 1990 duizenden mensen om het leven heeft gebracht.
Het nummer flopte in het Verenigd Koninkrijk met een 94e positie. In de Nederlandse Top 40 wist het een bescheiden 29e positie te behalen, en in de Vlaamse Radio 2 Top 30 haalde het de 23e positie.